# Domus dei Tappeti di Pietra
Die Domus dei Tappeti di Pietra (Haus der Steinteppiche) in der oberitalienischen Stadt Ravenna ist eine frühbyzantinische Villa des 6. Jahrhunderts n. Chr. mit Mosaikfußböden.

Kirche S. Eufemia, Zugang zur Domus dei Tappeti di Pietra

Die Mosaikfußböden befinden sich im Erdgeschoss der byzantinischen Villa, deren Niveau sich heute 3 Meter unterhalb des Straßenniveaus  befindet. Der Zutritt zu dem  großen archäologischen Museumsraum erfolgt über die Kirche Santa Eufemia in der Via Barbiani, etwa 100 Meter von der Basilika San Vitale entfernt. In dem Ausstellungsraum werden großflächige Mosaikfußböden gezeigt, die mit geometrischen Elementen und pflanzlichen Motiven verziert sind. Auf einem der Mosaiken ist der „Tanz der Jahreszeiten-Genien“ abgebildet, eine seltene Darstellungsform im Kreise tanzender Jahreszeiten. Ein anderes dargestelltes  Motiv ist das eines Schafträgers („Guter Hirte“).

Mosaikfußboden der Villa
Mosaikfußboden mit dem „Reigen der tanzenden Jahreszeiten-Genien“
Reigen der tanzenden Jahreszeiten-Genien
Mosaikdarstellung eines Schafträgers